# Djupavan, Härjedalen
Djupavan är en sjö i Bergs kommun i Härjedalen och ingår i Ljungans huvudavrinningsområde. Sjön har en area på 0,094 kvadratkilometer och ligger 560,6 meter över havet. Sjön avvattnas av vattendraget Rövran.

## Delavrinningsområde
Djupavan ingår i det delavrinningsområde (697615-137346) som SMHI kallar för Inloppet i Petteravan. Medelhöjden är 628 meter över havet och ytan är 2,52 kvadratkilometer. Räknas de 30 avrinningsområdena uppströms in blir den ackumulerade arean 202,55 kvadratkilometer. Rövran som avvattnar avrinningsområdet har biflödesordning 2, vilket innebär att vattnet flödar genom totalt 2 vattendrag innan det når havet efter 301 kilometer. Avrinningsområdet består mestadels av skog (94 procent). Avrinningsområdet har 0,1 kvadratkilometer vattenytor vilket ger det en sjöprocent på 3,9 procent.